# واگه سانو
واگه سانو (دانمارکی: Waage Sandø؛ زادهٔ ۸ مهٔ ۱۹۴۳) بازیگر اهل دانمارک است.
از فیلم‌هایی که وی در آن‌ها نقش داشته‌است، می‌توان به واحد سیار اشاره نمود.